# Kolossváry Dezső
Dr. kolozsvári Kolossváry Dezső (Veszprém, 1854. május 1. – Sopron, 1919. április 5.) hivatásos katonatiszt, miniszter.

## Családja és származása
A nemesi származású kolozsvári Kolossváry család sarja. Édesapja kolozsvári Kolossváry József (1817–1890), köz- és váltóügyvéd, földbirtokos, édesanyja nedecei Nedeczky Mária (1825–1860) volt. Anyja korai halála után apja Kolossváry József feleségül vette a sógornőjét, nedecei Nedeczky Karolina (1828–1885) kisasszonyt, aki Dezsőt és testvéreit nevelte fel. Az anyai nagyszülei nedeczei Nedeczky Mihály (1793–1844), több vármegye táblabírája, földbirtokos, és Zsilinszky Karolina (1807–1867) voltak.

## Élete
A bécsi művészeti akadémia elvégzése után először a 10. huszárezredben teljesített szolgálatot hadnagyi rangban, később beiratkozott a bécsi hadiiskolába. Ennek befejezése után a tarnówi 2. dandár vezérkari tisztjévé nevezték ki. Ezt követően – rövid ideig – a budapesti 2. honvéd huszárezred parancsnoka volt, majd 1903-ban vezérőrnaggyá nevezték ki. Június 27-étől november 3-áig gróf Khuen-Héderváry Károly kormányában a honvédelmi tárcát irányította. 1904-től a rzeszówi 14. lovasdandár, 1906-tól a 30. gyaloghadosztály parancsnoka, 1907-től altábornagy. 1911–1914-ben a lembergi 11. hadtest parancsnoka, 1912-től lovassági tábornok, 1913-tól a 14. huszárezred tulajdonosa volt.